# Tesoros del Museo Real de Ontario
Los Tesoros del Museo Real de Ontario (el ROM) en Toronto, Canadá, también llamados Objetos Icónicos (Iconic Objects en inglés), son un grupo de dieciséis artefactos seleccionados de entre los seis millones que forman parte de la vasta colección de objetos que posee esta institución. Fueron elegidos por un grupo de curadores debido a su “importancia cultural”, su “rareza” y su “contribución académica internacional” y, por esto, no pueden dejar de verse.
La colección del ROM reúne desde figuras históricas y obras de arte hasta especímenes biológicos y ejemplares de la vida contemporánea provenientes de todo el mundo. Sus directores, investigadores y curadores continúan con la búsqueda de objetos de una variedad de fuentes para acrecentar dicha colección. La selección de los presentes Tesoros data del año 2010 pero se espera que la misma se acreciente en la medida que nuevos objetos u artefactos sean adquiridos por esta institución.

## Los dieciséisTesorosdel ROM

### Galerías del Nivel 1
- Tumba del General Zu Dashou (Tumba Ming), Galería de arquitectura china del ROM, Ala del sendero de los Filósofos
- El Paraíso de Maitreya, Galería obispo White de arte religioso chino, Ala del sendero de los Filósofos
- Tótems Nisga'a y Haida del Museo Real de Ontario, Rotunda
- La muerte del general Wolfe, Galería de Canadá Sigmund Samuel, Ala familia Weston

### Galerías del Nivel 2
- Gordo (Barosaurus), Galerías de la Edad de los dinosaurios James y Louise Temerty, Cristal Michael Lee-Chin
- Parasaurolophus walkeri, Galerías de la Edad de los dinosaurios James y Louise Temerty, Cristal Michael Lee-Chin
- Tagish Lake (meteorito), Galerías Teck: Tesoros de la Tierra, Ala familia Weston
- Luz del Desierto (gema de cerusita), Galerías Teck: Tesoros de la Tierra, Ala familia Weston
- Bull (rinoceronte blanco), Vida en crisis: Galería Schad de Biodiversidad, Bloque central
- Esquisto de Burgess, Galería de la vida primigenia Peter F. Bronfman, Ala Hilary y Galen Weston

### Galerías del Nivel 3
- Sin título o La dama azul (escultura de Navjot Altaf), Galería del Sudeste asiático Sir Christopher Ondaatje
- León andante, Galería Wirth de Medio Oriente, Cristal Michael Lee-Chin
- Busto de Cleopatra, Galerías de África: Egipto, Ala del sendero de los Filósofos
- Estatua de Sejmet, Galerías de África: Egipto, Ala del sendero de los Filósofos
- Libro de los muertos de Amenemhat, Galerías de África, Ala del sendero de los Filósofos
- Armadura del conde de Pembroke, Galerías europeas Samuel, Ala familia Weston